# Acacia delagoensis
Acacia delagoensis é uma espécie de leguminosa do gênero Acacia, pertencente à família Fabaceae.